# Municipio de Gray (Dakota del Norte)
El municipio de Gray (en inglés: Gray Township) es un municipio ubicado en el condado de Stutsman en el estado estadounidense de Dakota del Norte. En el año 2010 tenía una población de 41 habitantes y una densidad poblacional de 0,46 personas por km².

## Geografía
El municipio de Gray se encuentra ubicado en las coordenadas 47°7′5″N 98°31′22″O / 47.11806, -98.52278. Según la Oficina del Censo de los Estados Unidos, el municipio tiene una superficie total de 89.66 km², de la cual 87,38 km² corresponden a tierra firme y (2,55 %) 2,28 km² es agua.

## Demografía
Según el censo de 2010, había 41 personas residiendo en el municipio de Gray. La densidad de población era de 0,46 hab./km². De los 41 habitantes, el municipio de Gray estaba compuesto por el 100 % blancos. Del total de la población el 0 % eran hispanos o latinos de cualquier raza.